# Genética populacional

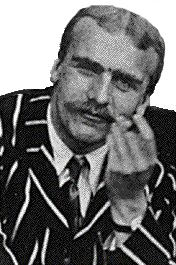
J.S.Haldane

Genética de populações é o ramo da Biologia que estuda a distribuição e mudança na frequência de alelos sob influência das quatro forças evolutivas: seleção natural, deriva gênica, mutação e fluxo gênico. A genética populacional também busca explicar fenômenos como especiação e adaptação ao ambiente. E esta adaptação pode ser explicada por meio de norma de reação. Dessa forma, a genética das populações é parte vital da síntese evolutiva moderna, seus principais fundadores foram Sewall Wright, Sir Ronald Fisher e J. B. S. Haldane.
A fundação dessa disciplina se baseia no fato de que, respeitadas certas premissas básicas em uma população (ausência de seleção natural e ausência de mutação no locus em questão, ausência de migração e tamanhos populacionais infinitamente grandes, entre outras), as frequências dos alelos e dos pares de alelos (genótipos) podem ser calculadas segundo fórmulas derivadas do chamado Princípio do Equilíbrio de Hardy-Weinberg:
Em um locus com apenas dois alelos segregando em uma população diploide de reprodução sexuada, temos:
- [f(A)= p] Frequência relativa de "A" (a probabilidade de que um alelo sorteado ao acaso na população seja "A");
- [f(a)= q] Frequência relativa de "a" (a probabilidade de que um alelo sorteado ao acaso na população seja "a");
- [p + q = 1] As frequências de "A" e "a" somam 100%.

onde, "a" é o alelo recessivo e "A", o alelo dominante. As frequências relativas de cada alelo também representam as respectivas frequências de gametas disponíveis para formar os indivíduos da próxima geração nesta população.
Para o par de alelos "A" e "a" temos três situações em relação à formação de zigotos após uma rodada de acasalamentos aleatórios:
- [f(AA)=f(A).f(A)=p.p=p² (par de alelos dominantes)] Frequência de genótipos AA;
- [f(Aa)=[f(A).f(a)]+ [f(a).f(A)]= 2.p.q  (par de alelos distintos formando heterozigotos)] Frequência de genótipos Aa;
- [f(aa)=f(a).f(a)=q.q=q²  (par de alelos recessivos)] Frequência de genótipos aa;
- [P²+2PQ+Q²=1] As frequências dos três genótipos possíveis somam 100%.